# Кјома (Ливорно)
Кјома је насеље у Италији у округу Ливорно, региону Тоскана.
Према процени из 2011. у насељу је живело 57 становника. Насеље се налази на надморској висини од 56 м.